# Белхејвен (Северна Каролина)
Белхејвен (енгл. Belhaven) град је у америчкој савезној држави Северна Каролина.

## Демографија
По попису из 2010. године број становника је 1.688, што је 280 (-14,2%) становника мање него 2000. године.
| Група             | 2000.         | 2010.       |
| Белци             | 699 (35,5%)   | 635 (37,6%) |
| Афроамериканци    | 1.194 (60,7%) | 933 (55,3%) |
| Азијати           | 9 (0,5%)      | 8 (0,5%)    |
| Хиспаноамериканци | 53 (2,7%)     | 85 (5,0%)   |
| Укупно            | 1.968         | 1.688       |